# Fehérvár Enthroners 2022
Questa voce raccoglie le informazioni riguardanti i Fehérvár Enthroners nelle competizioni ufficiali della stagione 2022.

## Prima squadra

### HFL

#### Stagione regolare
| 16 aprile 2022 1ª giornata | Fehérvár Enthroners | 47 – 18 | Budapest Cowbells |  |

| 8 maggio 2022 3ª giornata | Győr Sharks | 13 – 42 | Fehérvár Enthroners |  |

| 4 giugno 2022 5ª giornata | Budapest Wolves | 13 – 33 | Fehérvár Enthroners |  |

| 18 giugno 2022 7ª giornata | Fehérvár Enthroners | 28 – 7 | Miskolc Steelers |  |

#### Playoff
| 2 luglio 2022 Semifinale | Fehérvár Enthroners | 26 – 13 | Miskolc Steelers |  |

| 16 luglio 2022 Hungarian Bowl | Fehérvár Enthroners | 31 – 24 | Budapest Wolves |  |

### AFL - Division I 2022

#### Stagione regolare
| Maria Enzersdorf 27 marzo 2022, ore 13:00 Turno = 1ª giornata | Danube Dragons 2 | 0 – 61 (0-23 0-24 0-7 0-7) referto | Fehérvár Enthroners | BSFZ Südstadt |

| Székesfehérvár 3 aprile 2022, ore 15:00 2ª giornata | Fehérvár Enthroners | 10 – 7 (3-0 0-0 7-0 0-7) referto | Vienna Knights | FIRST Field |

| St. Georgen am Steinfelde 9 aprile 2022, ore 16:00 3ª giornata | Sankt Pölten Invaders | 0 – 42 (0-7 0-14 0-7 0-14) referto | Fehérvár Enthroners | Invaders Field |

| Székesfehérvár 1º maggio 2022, ore 16:00 6ª giornata | Fehérvár Enthroners | 41 – 3 (7-3 20-0 7-0 7-0) referto | Amstetten Thunder | FIRST Field |

| Székesfehérvár 15 maggio 2022, ore 15:00 7ª giornata | Fehérvár Enthroners | 52 – 6 (24-6 14-0 7-0 7-0) referto | Sankt Pölten Invaders | FIRST Field |

| Amstetten 22 maggio 2022, ore 15:00 8ª giornata | Amstetten Thunder | 9 – 20 (3-6 6-7 0-7 0-0) referto | Fehérvár Enthroners | Umdasch Stadion |

| Székesfehérvár 19 giugno 2022, ore 15:00 10ª giornata | Fehérvár Enthroners | 77 – 0 (35-0 21-0 7-0 14-0) referto | Danube Dragons 2 | FIRST Field |

| Ottakring 26 giugno 2022, ore 15:00 11ª giornata | Vienna Knights | 13 – 49 (0-14 6-14 7-14 0-7) referto | Fehérvár Enthroners | Redstarplatz |

#### Playoff
| Székesfehérvár 17 luglio 2022, ore 13:00 Semifinale | Fehérvár Enthroners | 49 – 18 (13-0 15-6 14-6 7-6) referto | Cineplexx Blue Devils | FIRST Field |

| Stockerau 31 luglio 2022, ore 16:00 Silver Bowl | Fehérvár Enthroners | 42 – 7 | Amstetten Thunder | Stadion Alte Au |

### Statistiche di squadra
| Competizione                  | %Vittorie | In casa | In casa | In casa | In casa | In casa | In casa | In trasferta | In trasferta | In trasferta | In trasferta | In trasferta | In trasferta | Totale | Totale | Totale | Totale | Totale | Totale |
| Competizione                  | %Vittorie | G       | V       | N       | P       | Pf      | Ps      | G            | V            | N            | P            | Pf           | Ps           | G      | V      | N      | P      | Pf     | Ps     |
| ----------------------------- | --------- | ------- | ------- | ------- | ------- | ------- | ------- | ------------ | ------------ | ------------ | ------------ | ------------ | ------------ | ------ | ------ | ------ | ------ | ------ | ------ |
| HFL - Stagione regolare       | 1.000     | 2       | 2       | 0       | 0       | 75      | 25      | 2            | 2            | 0            | 0            | 75           | 26           | 4      | 4      | 0      | 0      | 150    | 51     |
| HFL - Playoff                 | 1.000     | 2       | 2       | 0       | 0       | 57      | 37      | 0            | 0            | 0            | 0            | 0            | 0            | 2      | 2      | 0      | 0      | 57     | 37     |
| AFL-Div.I - Stagione regolare | 1.000     | 4       | 4       | 0       | 0       | 180     | 16      | 4            | 4            | 0            | 0            | 172          | 22           | 8      | 8      | 0      | 0      | 352    | 38     |
| AFL-Div.I - Playoff           | 1.000     | 2       | 2       | 0       | 0       | 91      | 25      | 0            | 0            | 0            | 0            | 0            | 0            | 2      | 2      | 0      | 0      | 91     | 25     |
| Totale                        | 1.000     | 10      | 10      | 0       | 0       | 403     | 103     | 6            | 6            | 0            | 0            | 247          | 48           | 16     | 16     | 0      | 0      | 650    | 151    |

## Seconda squadra

### Divízió II

#### Stagione regolare
| 20 marzo 2022 1ª giornata | Fehérvár Enthroners 2 | 49 – 14 | Pécs Legioners |  |

| 10 aprile 2022 4ª giornata | Budapest Wolves 2 | 29 – 0 | Fehérvár Enthroners 2 |  |

| 29 maggio 2022 11ª giornata | Oroszlány Bears | 0 – 54 | Fehérvár Enthroners 2 |  |

| 11 giugno 2022 13ª giornata | Fehérvár Enthroners 2 | 48 – 27 | Diósd Saints |  |

#### Playoff
| 10 luglio 2022 Wild Card | Fehérvár Enthroners 2 | 23 – 36 | Levelek Spartans |  |

### Statistiche di squadra
| Competizione      | %Vittorie | In casa | In casa | In casa | In casa | In casa | In casa | In trasferta | In trasferta | In trasferta | In trasferta | In trasferta | In trasferta | Totale | Totale | Totale | Totale | Totale | Totale |
| Competizione      | %Vittorie | G       | V       | N       | P       | Pf      | Ps      | G            | V            | N            | P            | Pf           | Ps           | G      | V      | N      | P      | Pf     | Ps     |
| ----------------- | --------- | ------- | ------- | ------- | ------- | ------- | ------- | ------------ | ------------ | ------------ | ------------ | ------------ | ------------ | ------ | ------ | ------ | ------ | ------ | ------ |
| Stagione regolare | .750      | 2       | 2       | 0       | 0       | 97      | 41      | 2            | 1            | 0            | 1            | 54           | 29           | 4      | 3      | 0      | 1      | 151    | 70     |
| Playoff           | .000      | 1       | 0       | 0       | 1       | 23      | 36      | 0            | 0            | 0            | 0            | 0            | 0            | 1      | 0      | 0      | 1      | 23     | 36     |
| Totale            | .600      | 3       | 2       | 0       | 1       | 120     | 77      | 2            | 1            | 0            | 1            | 54           | 29           | 5      | 3      | 0      | 2      | 174    | 106    |